# Сахалинская область (Российская империя)

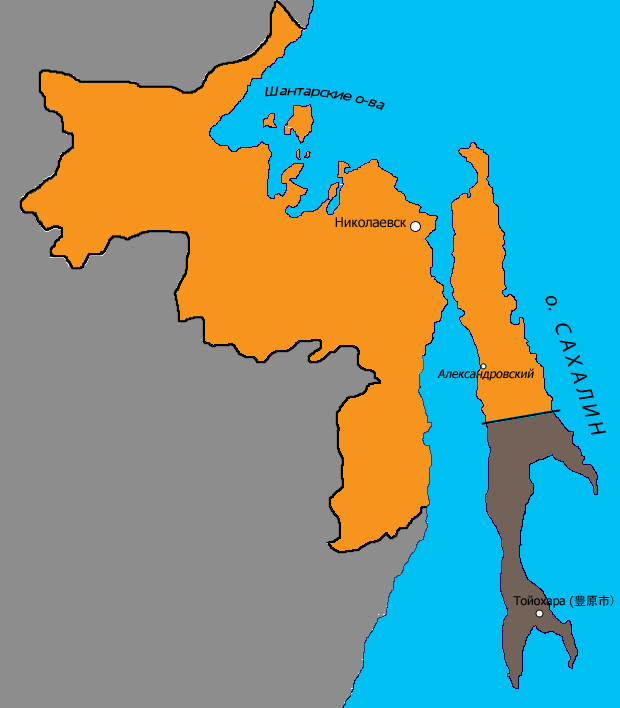
Карта Сахалинской области (1914)

Сахалинская область Российской империи образована 17 июня 1909 из бывшего Сахалинского отдела Приморской области. Занимала северную часть острова Сахалин. На юге граничила с густонаселённым японским губернаторством Карафуто. Центром области был город Александровск-Сахалинский.
В административном отношении область делилась на 2 участка: Александровский и Тымовский. В 1914 году к Сахалинской области был присоединён Удский уезд (центр — город Николаевск) Приморской области, расположенный на материке.
В ноябре 1920 года Сахалинская область была оккупирована японскими интервентами и прекратила своё существование как административная единица России (юридически была передана в состав Приамурской области Дальневосточной республики). В 1925 году, после эвакуации японских войск, территория области вошла в состав СССР в виде Сахалинского округа Приморской губернии Дальневосточной области.

## Население
К концу 1905 года на Северном Сахалине оставалось всего 5,5 тыс. человек из 46 тысяч проживавших на острове до войны. Из 5,5 тыс. оставшихся 2 тыс. относились к автохтонным народам. Ввиду крушения каторжной системы, в 1906 году каторга была здесь официально отменена. Возрастная структура населения характеризовалась высокой (39 %) долей детей. Из-за сложных климатических условий дальнейшее вольно-переселенческое освоение российского северного Сахалина проходило не очень динамично. Население росло в основном за счёт высокого естественно прироста уже имевшихся поселенцев. Тем не менее, уже к 1913 году население удвоилось и составило 10,4 тысячи человек (из которых 2,3 тыс. человек были представителями народностей Севера и 869 — иностранцами). Для сравнения, население Карафуто в это время приближалось к 60—тысячной отметке.
Территориальная динамика (квадратных верст):
| Сахалинская область                 | 162 588,0 |
| ----------------------------------- | --------- |
| в том числе Александровский участок | 27 933,9  |
| в том числе Тымовский участок       | 26 635,8  |
| в том числе Удский округ            | 88 902,6  |

Численность, состав и плотность населения Российской империи на 4 января 1914 г. по губерниям и областям (тыс. человек):
|                     | Население в уездах | Население в уездах | Население в уездах | Население в городах | Население в городах | Население в городах | Всего населения | Всего населения | Всего населения | Плотность на кв. версту | Плотность на кв. версту |
| ------------------- | ------------------ | ------------------ | ------------------ | ------------------- | ------------------- | ------------------- | --------------- | --------------- | --------------- | ----------------------- | ----------------------- |
| муж.                | жен.               | всего              | муж.               | жен.                | всего               | муж.                | жен.            | всего           | Все го          | Сельских жителей        |                         |
| Сахалинская область | 21,4               | 10,6               | 32                 | 0,9                 | 0,6                 | 1,5                 | 22,3            | 11,2            | 33,5            | 0,3                     | 0,1                     |

### Национальный состав
См. Сахалинский отдел

## Руководство области

### Губернаторы
| Ф. И. О.                     | Титул, чин, звание               | Время замещения должности |
| ---------------------------- | -------------------------------- | ------------------------- |
| Валуев Аркадий Михайлович    | полковник (генерал-майор)        | 22.01.1906 — 30.10.1910   |
| Григорьев Дмитрий Дмитриевич | действительный статский советник | 31.12.1910 — 05.09.1916   |

### Вице-губернатор
| Ф. И. О.                | Титул, чин, звание                                    | Время замещения должности |
| ----------------------- | ----------------------------------------------------- | ------------------------- |
| Бунге Фридрих Фёдорович | надворный советник (действительный статский советник) | 01.08.1902 — 1917         |